# Берк, Улик, 1-й граф Кланрикард
Улик на гКеанн Берк, 1-й граф Кланрикард (англ. Ulick na gCeann Burke, 1st Earl of Clanricarde; ? — 19 октября 1544) — 12-й вождь клана Кланрикард (1538—1544), 1-й граф Кланрикард и 1-й барон Данкеллин (1543—1544), сын Ричарда Мора Берка (ок. 1485—1530), 9-го вождя клана Кланрикард (1520—1530), и дочери О’Маддена из Портумны.

## Биография
Один из пяти сыновей Ричарда Мора Берка (ок. 1485—1530), 9-го вождя клана Кланрикард (1520—1530). Его матерью была дочь О’Маддена из Портамны. В апреле 1530 года после смерти Ричарда Мора Берка главой клана Кланрикард стал Джок мак Ричард Мор Берк (? — 1536), 10-й Кланрикард (1530—1536), сын Ричарда мак Эдмунда Берка (? — ок. 1517), и внук Улика Фионна Берка, 6-го вождя клана Кланрикард (1485—1509). В 1536 году после смерти Джона мак Ричарда Мора Берка власть унаследовал его двоюродный брат Ричард Баках Берк, 11-й Кланрикард (1536—1538).
В 1538 году Улик Берк свергнут своего дядю Ричарда Бакаха Берка, став главой клана Кланрикард и правителей обширных владений в графстве Голуэй. В марте 1541 года Улик Берк написал королю Англии Генриху VIII Тюдору, сетуя на вырождение своей семьи, которая восстала против Англии в середине XIV века, и, «что они были привлечены к неповиновению из-за брака и воспитания с теми ирландцами, иногда мятежными, близкими мне», и передал себя и свое имущество в руки короля. В том же году он присутствовал в Дублине, когда был принят закон, делающий английского короля Генриха VIII королём Ирландии.
В 1543 году вместе с другими ирландскими вождями Улик Берк посетил короля Англии в Гринвиче и полностью подчинился политике «капитуляции и восстановления». Английская корона подтвердила его власть над кланом Кланрикард, а 1 июля 1543 года, он получил титулы 1-го графа Кланрикада и 1-го барона Данкеллина в Пэрстве Ирландии. Ему была возвращена большая часть прежних территорий вместе с другими поместьями. Присвоение английских титулов подразумевало отказ от своих родных титулов, принятие английских обычаев и законов, обещание верности короне Англии, отступничество от римско-католической церкви и обращение в англиканскую церковь. В своем обзоре состояния Ирландии в 1553 году лорд-канцлер Томас Кьюсак констатирует, что «возвышение Мака Уильяма до титула графа Кланрикара сделало регион в то время спокойным и послушным».
Улик Берк не жил долго, чтобы насладиться своими новыми английскими титулами, так как он умер вскоре после своего возвращения в Ирландию примерно в марте 1544 года. Он назван в Анналах Лох-Ки «надменным и гордым лордом», который свел многих под своим ярмом, и в Анналах четырёх мастеров «самым прославленным из англичан в Конноте».

## Браки
Улик Берк был женат три раза, сначала на Грани или Грейс, дочери Малрона О’Кэрролла, с которой у него был Ричард, который сменил его на посту второго графа Кланрикарда. Этот брак был единственным признанным действительным.
В конце концов он развелся с Грейс и женился на Хоноре, сестре Улика де Бурга и дочери Ричарда мак Уильяма Берка (? — 1519), но также развелся, женившись на Мэйр Линч, с которой у него был Джон, который претендовал на графство в 1568 году.
Согласно Пэрству Джона Берка, у Улика Берка было ещё несколько сыновей: Томас «Атлет», претендент на главенство в клане, застреленный в 1545 году, Редмонд «Брум», умерший в 1595 году, и Эдмунд, умерший в 1597 году.

## Наследие
В результате его браков и отношений появились многочисленные кандидаты на титулы вождя и графа Кланрикард. Его преемником стал старший законный сын Улика Ричард Сассанах Берк, 2-й граф Кланрикард (1544—1582).